# Alicia (geslacht)
Alicia is een geslacht van zeeanemonen uit de klasse van de Anthozoa (bloemdieren).

## Soorten
- Alicia beebei Carlgren, 1940
- Alicia costae Panceri, 1868
- Alicia mirabilis Johnson, 1861
- Alicia pretiosa (Dana, 1846)
- Alicia rhadina Haddon & Shackleton, 1893
- Alicia sansibarensis Carlgren, 1900
- Alicia uruguayensis Carlgren, 1927